# ليليان كارل
ليليان كارل (بالإسبانية: Lilian Valmar)‏ هي ممثلة أرجنتينية، ولدت في 1 أغسطس 1927 في بوينس آيرس في الأرجنتين، وتوفي بنفس المكان في 4 أغسطس 2013.

## وصلات خارجية
- ليليان كارل على موقع IMDb (الإنجليزية)
- ليليان كارل على موقع كينوبويسك (الروسية)